# كالب دريسل
كالب دريسل (بالإنجليزية: Caeleb Dressel) (مواليد 16 أغسطس 1996) هو سباح أمريكي فاز بعدة ميداليات أبرزها حصوله على 6 ميداليات ذهبية في بطولة العالم للألعاب المائية 2019  كما أنه صاحب الرقم العالمي الحالي في سباق 100 متر فراشة. وفي أولمبياد باريس 2024 حقق ميداليته الذهبية الأولى في الأولمبياد بسباق 4 في 100 تتابع رجال.